# Kalibr (měrka)

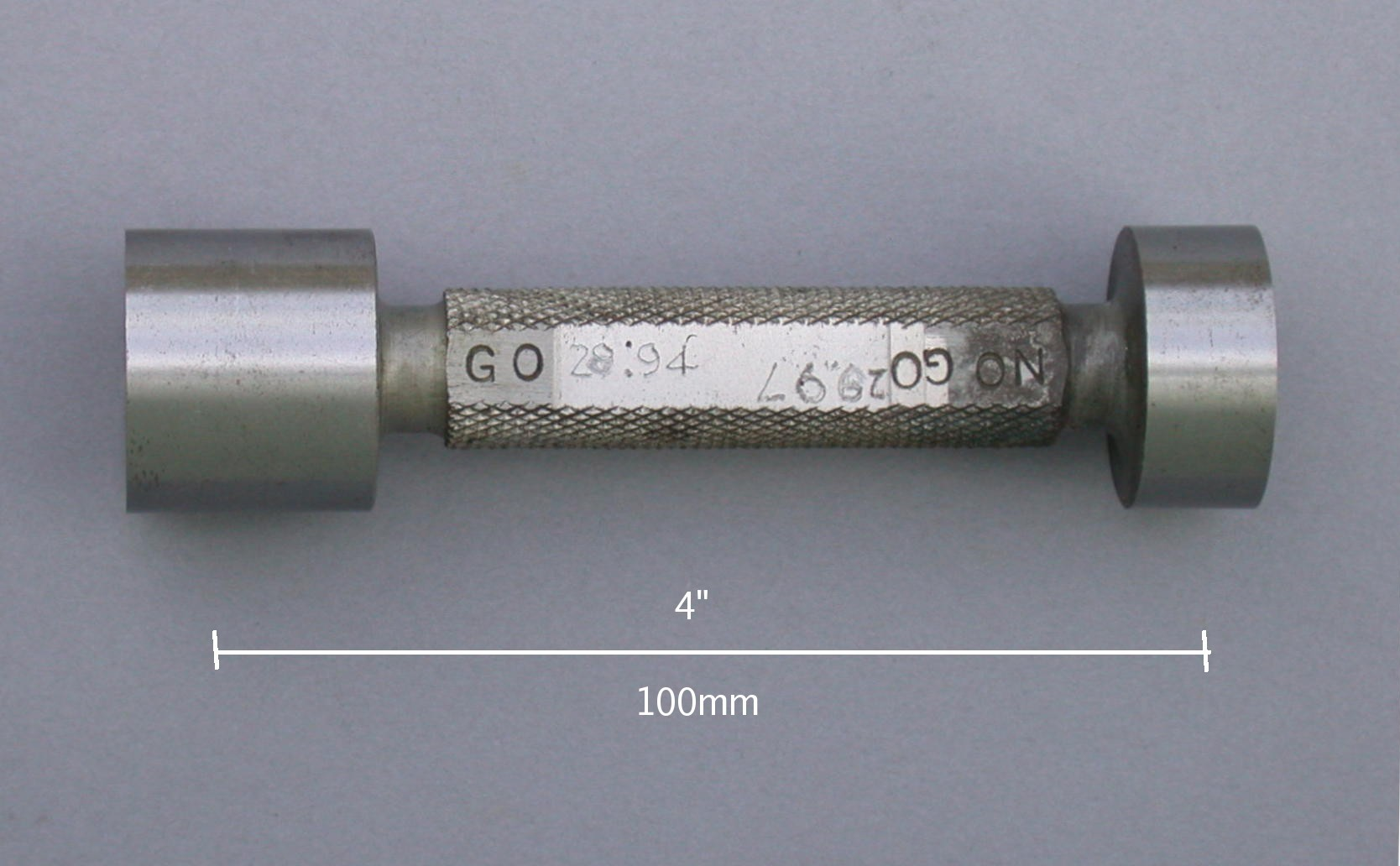
Válečkový kalibr oboustranný

Kalibr je porovnávací měřidlo pro kontrolu vnějších a vnitřních rozměrů i tvarů. Kalibr tedy vlastně neměří, pouze zkontroluje, zda měřený útvar (rozměr, tvar nebo poloha) odpovídá či neodpovídá požadavkům.

## Použití
Používají se ve strojírenství pro svou jednoduchost a rychlost použití v sériové a hromadné výrobě pro kontrolu rozměrů výrobku. Jednoduchost použití spočívá v tom, že dobrá strana kalibru se musí vejít do otvoru, zmetková naopak nesmí vejít. Tak je měřený rozměr správný. Pokud se dobrá strana kalibru nevejde, či naopak zmetková vejde, je měřený rozměr špatný. Dobrá strana kalibru bývá delší a zmetková strana kratší pro snadné rozlišení.

## Výroba
Aby kalibr plnil svou funkci, musí mít za všech okolností svůj rozměr. Obvykle se dílenské kalibry vyrábějí například z oceli 19 312 (Poldi STABIL) kalené a popuštěné na min. 61 HRC, což je ocel s velmi malými deformacemi při tepelném zpracování.

## Normalizace
Kalibry jsou v Česku normalizované prostřednictvím norem ČSN, a to od ČSN 25 3100 po ČSN 25 3502.

## Dělení

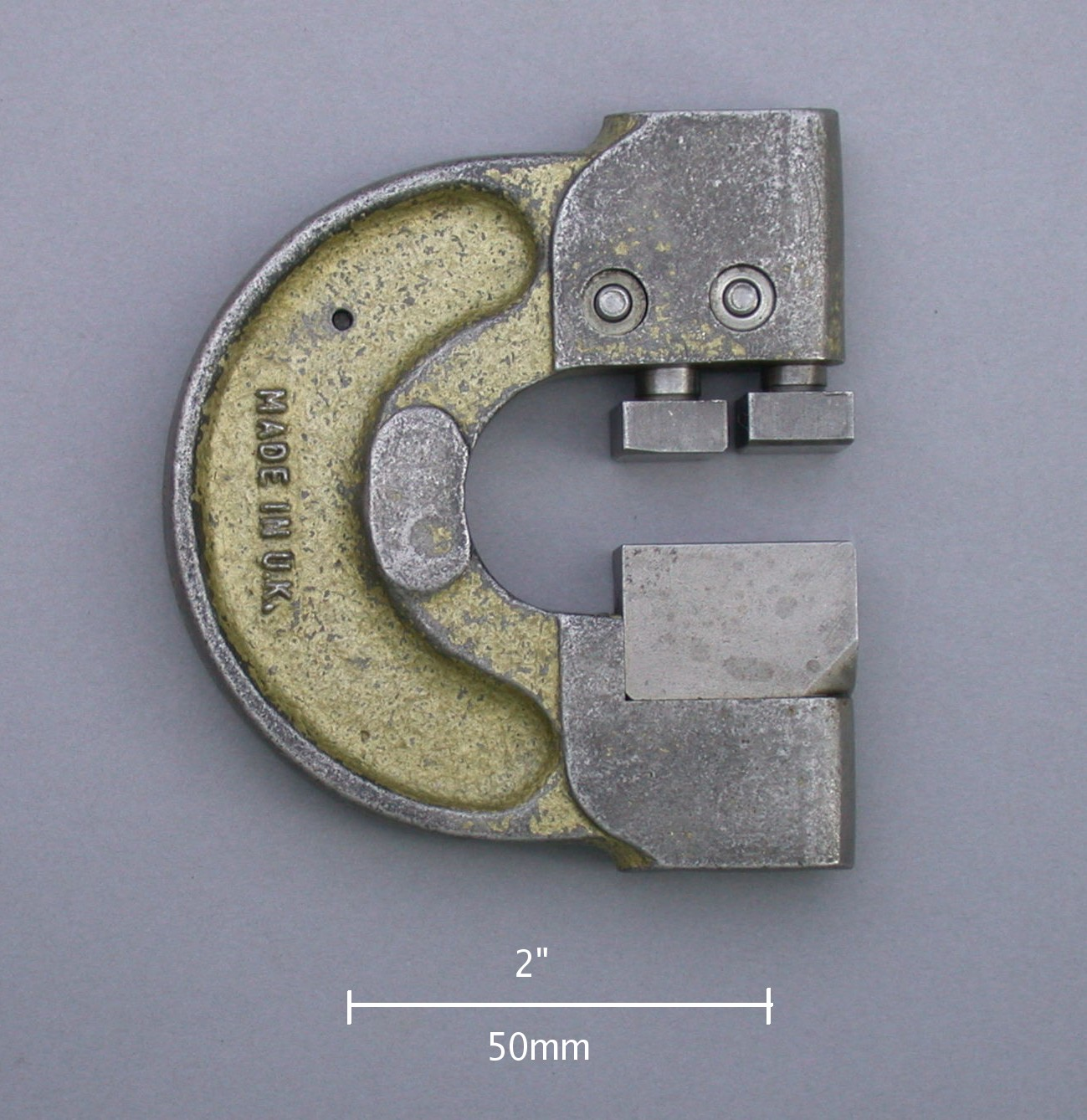
Třmenový kalibr

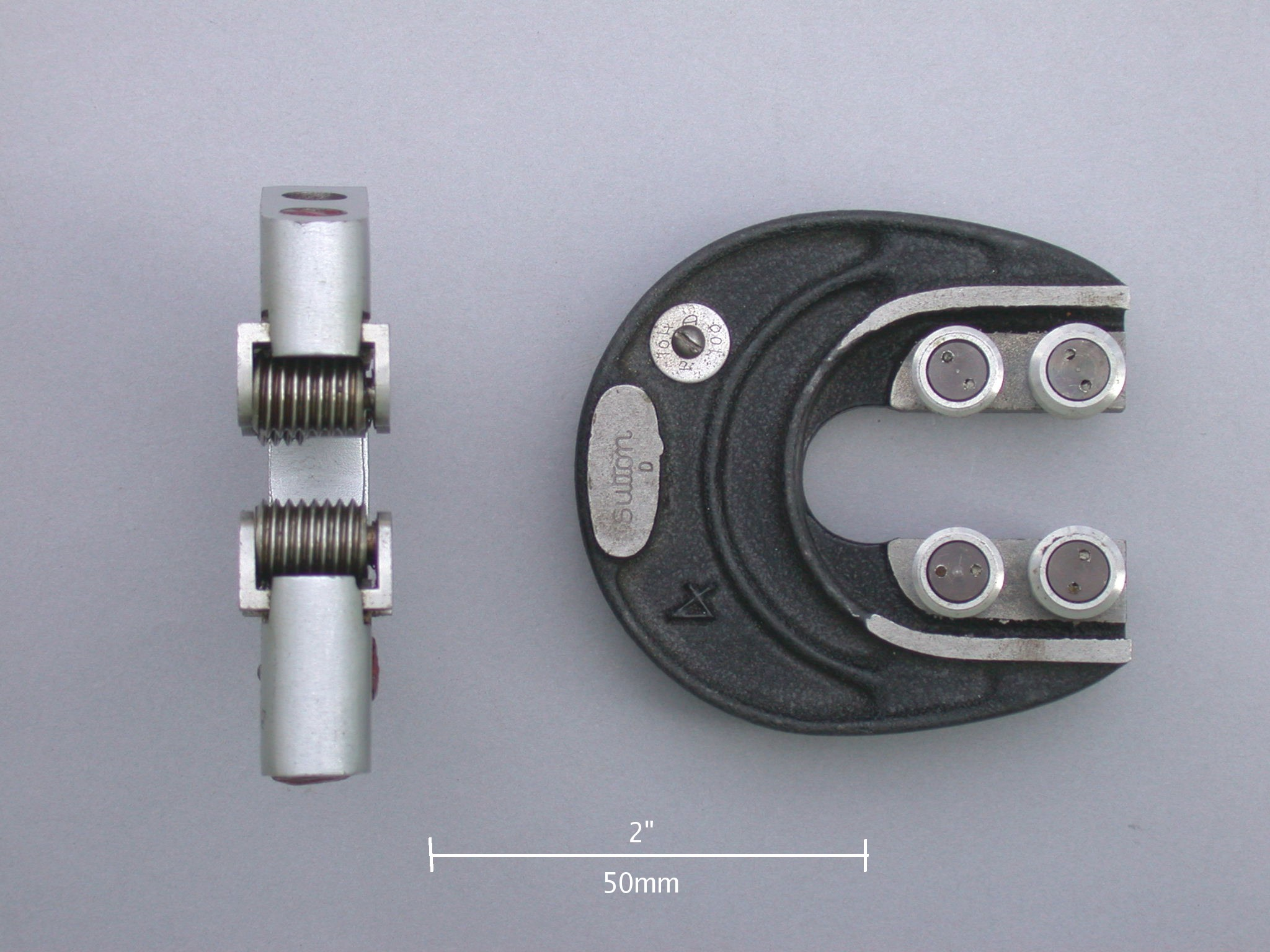
Závitový kalibr

### Operační kalibry
Operační kalibry jsou (jednoúčelové) kalibry určené pro kontrolu během výrobního procesu při konkrétní operaci. Slouží ke kontrole rozměrů, které jsou důležité pro další operace, například zajišťují hospodárný přídavek pro další operaci. Jsou značeny podle vnitřních dispozic firmy a jejich použití je stanoveno v technologickém postupu.

### Kalibry hladké
Pro měření prostých délkových rozměrů – délek a průměrů. Jejich rozměry se řídí nornou ČSN 25 3102 podle velikosti měřeného rozměru a požadované přesnosti.

#### Válečkový kalibr
Válečkové kalibry jsou určeny k měření vnitřních průměrů.
Vyrábí se buď oboustranný, či jednostranný. Oboustranný kalibr má dobrou a zmetkovou stranu. Jednostranný kalibr může mít jen jeden rozměr, nebo na jedné straně jsou oba rozměry tak, že zmetkový rozměr navazuje na dobrý. Nevýhodou při použití obou rozměrů na jedné straně je omezená hloubka měření.

#### Třmenový kalibr
Třmenový kalibr je určen k měření vnějších rozměrů. Ať už se jedná o průměr či prostou délku.
Vyrábí se buď oboustranný, či jednostranný. Oboustranný kalibr má dobrou a zmetkovou stranu. Jednostranný kalibr může mít jen jeden rozměr, nebo na jedné straně jsou oba rozměry tak, že zmetkový rozměr navazuje na dobrý.

### Kalibry tvarové
Tvarové kalibry jsou určeny pro měření závitů, ozubení a jiných tvarů. Jsou obdobné jako válečkové a třmenové, jen mají vybroušený příslušný tvar, kterým mají měřit například závit.